# Javac
javac je primární Java kompilátor, který je součástí Java Development Kit (JDK) od Oracle Corporation.
Kompilátor přijímá zdrojový kód odpovídající Java language specification (JLS) a produkuje bajtkód v souladu s 
Java Virtual Machine Specification (JVMS). Kompilátor lze také vyvolat programově.
Od 13. listopadu 2006 jsou Java Virtual Machine od Sun Microsystems a Java Development Kit k dispozici pod licencí GNU GPL.